# メーガン・ウィリス
メーガン・ウィリス（Megan Willis、1985年2月8日 - ）は、アメリカ合衆国出身の女子ソフトボール選手（捕手）。ソフトボールアメリカ代表。
テキサス大学（テキサス・ロングホーンズ）卒。ソフトボールアメリカ代表ではあるが、オリンピックなどにはステイシー・ヌーブマンがいることもあり出場できていない。シカゴ・バンディッツ (Chicago Bandits) に所属しており、チームではジェニー・フィンチとバッテリーを組んでいる。
2011年-2012年にかけて日本リーグ1部の豊田自動織機でプレーした。